# Reese (Familienname)
Reese ist ein deutscher und englischer Familienname.

## Namensträger
- Adolf Reese (1855–1909), deutscher Brauereibesitzer, Politiker und Mitglied des Deutschen Reichstags
- Andrea Star Reese (* 1952), US-amerikanische Fotografin
- Angel Reese (* 2002), US-amerikanische Basketballspielerin
- Annegret Reese-Schnitker (* 1969), deutsche römisch-katholische Theologin
- Armin Reese (1939–2015), deutscher Historiker und Pädagoge
- Aubrey Reese (* 1978), US-amerikanischer Basketballspieler
- Beate Reese (* 1960), deutsche Museumsdirektorin, Kunsthistorikerin und Kuratorin
- Brittney Reese (* 1986), US-amerikanische Leichtathletin und Weitspringerin
- Dagmar Reese (* 1952), deutsche Soziologin und Historikerin
- David Reese (1951–2007), US-amerikanischer Pokerspieler
- David Addison Reese (1794–1871), US-amerikanischer Politiker
- Della Reese (1931–2017), US-amerikanische Musikerin und Schauspielerin
- Dylan Reese (* 1984), US-amerikanischer Eishockeyspieler
- Ed Reese (1928–2015), US-amerikanischer evangelikaler Pastor, Missionar und Historiker
- Elvis Reese (1973–2013), slowenischer Eishockeyspieler und -trainer, siehe Elvis Bešlagič
- Erin Reese (* 1995), US-amerikanische Hammerwerferin
- Fabian Reese (* 1997), deutscher Fußballspieler
- Friedrich Reese (Bischof) (1791–1871), deutscher Geistlicher und Missionar, Bischof von Detroit
- Friedrich Reese (Politiker) (1860–1928), deutscher Politiker (DNVP), MdL Braunschweig
- Gottlieb Reese (1880–1949), deutscher Politiker (SPD), MdL Preußen
- Gustave Reese (1899–1977), US-amerikanischer Musikhistoriker
- Hans Reese (1891–1973), deutscher Fußballspieler und Neurologe
- Heinrich Reese (Architekt) (1843–1919), deutsch-schweizerischer Architekt und Politiker
- Heinrich Reese (Mediziner) (1879–1951), Schweizer Arzt und Botaniker
- Heinrich Ernst Adolf Reese (1855–1909), deutscher Brauereiunternehmer und Politiker (NLP), siehe Adolf Reese
- Herlich Marie Todsen-Reese (* 1952), deutsche Politikerin (CDU), MdL
- Hermann Reese (1863–1934), deutscher Politiker, MdL (Braunschweig)
- Hunter Reese (* 1993), US-amerikanischer Tennisspieler
- James W. Reese (1920–1943), US-amerikanischer Soldat, Träger der Medal of Honor
- James W. Reese (Basketballspieler) († 2010), US-amerikanischer Basketballspieler
- Jason Reese (* 1988), US-amerikanischer Eishockeyspieler
- Jason Meredith Reese (1967–2019), englischer Ingenieur und Hochschullehrer
- Karl Reese (1871–1926), deutscher Politiker, MdL (Braunschweig) (DHP)
- Kirsten Reese (* 1968), deutsche Komponistin und Hochschullehrerin
- Klaus Reese (1903–1945), deutscher Architekt
- Lizette Woodworth Reese (1856–1935), US-amerikanische Dichterin
- Lloyd Reese (um 1900-nach 1939), US-amerikanischer Jazztrompeter
- Lymon C. Reese (1917–2009), US-amerikanischer Bauingenieur
- Manfred Reese (1931–2017), deutscher Politiker (SPD)
- Maria Reese (1889–1958), deutsche Schriftstellerin, Journalistin und Politikerin
- Maria Reese (Malerin) (* 1942), deutsche Malerin und Graphikerin
- Martin Reese (* 1982), deutscher Schauspieler
- Martin Reese (Technikhistoriker) (* 1948), deutscher Technikhistoriker
- Mason Reese (* 1965), US-amerikanischer Schauspieler
- Melissa Reese (* 1985), US-amerikanische Musikerin
- Nele Reese (* 2000), deutsche Handballspielerin
- Oliver Reese (* 1964), deutscher Dramaturg und Intendant
- Pee Wee Reese (1918–1999), US-amerikanischer Baseballspieler
- Rudi Reese (1911–1976), deutscher Gastwirt und Wohlfahrtsläufer
- Ruth Reese (1921–1990), amerikanisch-norwegische Sängerin, Schriftstellerin und Aktivistin
- Seaborn Reese (1846–1907), US-amerikanischer Politiker
- Shayne Reese (* 1982), australische Schwimmerin
- Sigrun Reese (* 1970), deutsche Politikerin (FDP)
- Stefanie Reese (* 1965), deutsche Bauingenieurin und Hochschullehrerin
- Sven Reese (* 1976), deutscher Schauspieler
- Uwe Reese (1943–2023), deutscher Fußballspieler und Politiker (SPD)
- Vernon Reese (1910–1995), US-amerikanischer Fußballspieler und -funktionär
- Walter Reese-Schäfer (* 1951), deutscher Politikwissenschaftler
- Werner Freese (1931–1982), deutscher Schauspieler, Regisseur, Dozent und Schauspieldirektor
- William Dean Reese (1928–2002), US-amerikanischer Botaniker
- Willy Peter Reese (1921–1944), deutscher Schriftsteller
- Zach Aston-Reese (* 1994), US-amerikanischer Eishockeyspieler